# Refugio (Texas)
Refugio is een plaats (town) in de Amerikaanse staat Texas, en valt bestuurlijk gezien onder Refugio County.

## Demografie
Bij de volkstelling in 2000 werd het aantal inwoners vastgesteld op 2941.
In 2006 is het aantal inwoners door het United States Census Bureau geschat op 2777, een daling van 164 (-5,6%).

## Geografie
Volgens het United States Census Bureau beslaat de plaats een oppervlakte van
4,1 km², geheel bestaande uit land. Refugio ligt op ongeveer 14 m boven zeeniveau.

## Plaatsen in de nabije omgeving
De onderstaande figuur toont nabijgelegen plaatsen in een straal van 36 km rond Refugio.